# Bisoprolol
El bisoprolol és un blocador beta que s'utilitza pel tractament de diverses malalties del cor. Aquestes inclouen taquiarrítmies, tensió arterial alta, angina de pit i insuficiència cardíaca. Es pren per via oral.
Els efectes secundaris comuns inclouen mal de cap, sensació de cansament, diarrea i inflor a les cames. Els efectes secundaris més greus inclouen l'empitjorament de l'asma, dificultat de notar el sucre en sang baix i empitjorament de la insuficiència cardíaca. No es recomana l'ús durant l'embaràs. El bisoprolol és un blocador beta del tipus β1 selectiu. Es creu que la variació dels efectes del bisoprolol pot ser deguda a diferents genotips dels receptors adrenèrgics.
El bisoprolol es troba a la Llista de medicaments essencials de l'Organització Mundial de la Salut, en la categoria de medicaments genèrics. El bisoprolol, a Espanya, està comercialitzat com a EFG, Emconcor i Euradal.